# 寧国府

安徽省の寧国府の位置（1820年）

寧国府（ねいこくふ）は、中国にかつて存在した府。宋代から民国初年にかけて、現在の安徽省宣城市一帯に設置された。

## 概要
1166年（乾道2年）、南宋により宣州が寧国府に昇格した。寧国府は江南東路に属し、宣城・南陵・涇・寧国・旌徳・太平の6県を管轄した。
1277年（至元14年）、元により寧国府は寧国路総管府に昇格した。寧国路は江浙等処行中書省に属し、録事司と宣城・南陵・涇・寧国・旌徳・太平の6県を管轄した。1357年、朱元璋により寧国路は寧国府と改められた。1361年、寧国府は宣城府と改称された。1366年、宣城府は宣州府と改称された。1367年、宣州府は寧国府と改称された。
明のとき、寧国府は南直隷に属し、宣城・南陵・涇・寧国・旌徳・太平の6県を管轄した。
清のとき、寧国府は安徽省に属し、宣城・南陵・涇・寧国・旌徳・太平の6県を管轄した。
1913年、中華民国により寧国府は廃止された。